# Nozomu Sasaki
Nozomu Sasaki (佐々木 望, Sasaki Nozomu) nascut el 25 de gener de 1967, a Hiroshima. És un actor de veu japonès, un seiyuu. Entre els seus papers més importants hi ha Yusuke Urameshi a Yu Yu Hakusho i Tetsuo Shima a Akira.

## Papers d'importància
- Mello en Death Note
- Johan Liebert en MONSTER
- Tetsuo Shima en Akira
- Yusuke Urameshi en Yu Yu Hakusho
- Enishi Yukishiro i Gentatsu Takatsuki en els OVA de Rurouni Kenshin
- Guru Clef en Magic Knight Rayearth
- Eriol Hiragizawa en Card Captor Sakura
- Hathaway Noah en Char's Counterattack
- Eram en Heroic Legend of Arslan
- Hajime Sakaguchi en Please Save My Earth
- Kazuya en Here is Greenwood
- Higuchi Yuuya en Majin Tantei Nougami Neuro
- The Grim Reaper en Maximo: Ghosts to Glory
- Julian Minci en Legend of the Galactic Heroes
- K9999 en els videojocs The King of Fighters 2001 i The King of Fighters 2002
- Hare en Monster Farm
- Shadi i el mag Shada en Yu-Gi-Oh!
- Cloud Strife en Ehrgeiz
- Gekko Hayate en Naruto
- Nagi Naoe en Weiss Kreuz.
- Shin Mori a.k.a. Shin no Suiko (Shin of the Torrent) en Samurai Warriors.
- Chihaya en Earthian.
- Yukimaru en Samurai Champloo.
- Olba Frost en Gundam X.
- Ruka Tsuchiya en Shoujo_Kakumei_Utena
- Hades God Wyvern en Mahou Sentai Magiranger
- Jin Akutsu del Yamabuki en The Prince of Tennis
- Lucio en Valkyrie Profile i Valkyrie Profile: Lenneth